# Ajedrez desplazado
|       |       |       |       |       |       |       |       |       |  |
|       | a8 rd | b8 bd | c8 bd | d8 qd | e8 kd | f8 nd | g8 nd | h8 rd |  |
| a7 pd | b7 pd | c7 pd | d7 pd | e7 pd | f7 pd | g7 pd | h7 pd |       |  |
| a6    | b6    | c6    | d6    | e6    | f6    | g6    | h6    |       |  |
| a5    | b5    | c5    | d5    | e5    | f5    | g5    | h5    |       |  |
| a4    | b4    | c4    | d4    | e4    | f4    | g4    | h4    |       |  |
| a3    | b3    | c3    | d3    | e3    | f3    | g3    | h3    |       |  |
| a2 pl | b2 pl | c2 pl | d2 pl | e2 pl | f2 pl | g2 pl | h2 pl |       |  |
| a1 rl | b1 bl | c1 bl | d1 ql | e1 kl | f1 nl | g1 nl | h1 rl |       |  |
|       |       |       |       |       |       |       |       |       |  |

El ajedrez desplazado es una de las distintas variantes del ajedrez, en la cual unas pocas piezas se cambian de su posición inicial. Su principal objetivo es impedir a los jugadores usar las aperturas típicas existentes. 

## Variaciones
Las siguientes variantes se han probado en torneos de maestros y grandes maestros:
- Trasposición del rey y la dama blancas. Esta variante se probó en un torneo en 1935 con la participación de Paul Keres, un Gran Maestro de ajedrez.
- El caballo de la dama se traspone con el alfil del rey, quedando ambos alfiles en el lado de la dama y ambos caballos en el lado del rey. Esta variante es conocida también como ajedrez Mongredian después de que se usase en un torneo en Mongredian en 1868 donde tomaron parte varios jugadores ingleses importantes de la época entre los que se encontraba Blackburne. Según Pritchard, ésta es una de las variantes más populares del ajedrez desplazado.
- Se trasponen los caballos y los alfiles.
- Se trasponen las torres y los alfiles. Este tipo fue sugerido por Capablanca tras su enfrentamiento con Lasker, pero no se hizo popular. También se conoce como ajedrez fianchetto.[2]